# Tramlijn S (Amsterdam)
Tramlijn S is een voormalige tramlijn in Amsterdam tussen het Centraal Station en het Amstelstation, geëxploiteerd door het GVB van 1948 tot 1949.

## Reden van indienststelling
De lijn werd ingesteld om de bereikbaarheid van het Amstelstation te verbeteren. In de naoorlogse jaren werd het station door slechts 1 tramlijn bediend, tegenover 2 tramlijnen en een buslijn voor de oorlog. Om de slechte bereikbaarheid van het station Amstel provisorisch te verbeteren werd per 16 februari 1948 een op de trein aansluitende tramdienst ingesteld.

## Naamgeving
Het lijncijfer S was afkomstig van het doel van de tramlijn, het bereikbaar maken van het Station en de Spoorwegen.
Administratief had de lijn bij het GVB echter het lijnnummer "25E" (extra) dat ook door de conducteur werd gestempeld op een overstapje.

## Dienstuitvoering

### Lijnvoering
Tramlijn S reed geheel het vooroorlogse traject van lijn 25, die op 15 oktober 1939 was doorgetrokken naar station Amstel.

### Frequentie
Lijn S sloot aan op de treinen tussen het Amstelstation en Utrecht. Omdat er nog beperkt treinverkeer was, er reed gemiddeld niet meer dan 1x per uur een (snel)trein richting Utrecht, reed lijn S in aansluiting op de trein ook maar 1x per uur.

### Omloop en materieel
De omlooptijd van lijn S was 60 minuten, waardoor er voor de dienstuitvoering slechts 1 tram nodig was. Voor de dienst waren twee trams speciaal voorzien van een crème-witte voorzijde om de herkenbaarheid van de lijn te vergroten: Grootbordessers 323 en 340.

## Einde
Na iets meer dan een jaar werd lijn S in maart 1949 opgeheven, nadat er voldoende materieel was om de vooroorlogse buslijn E weer in dienst te stellen.